# Poskam
| Uigurische Bezeichnung          | Uigurische Bezeichnung |
| ------------------------------- | ---------------------- |
| Arabisch-Persisch (Kona Yeziⱪ): | پوسكام ناھىيىسى        |
| Lateinisch (Yengi Yeziⱪ):       | Poskam naⱨiyisi        |
| Kyrillisch (Sowjetunion):       | Поскам наһийиси        |
| offizielle Schreibweise (VRCh): | Poskam                 |
| Chinesische Bezeichnung         |                        |
| Kurzzeichen:                    | 泽普县                 |
| Langzeichen:                    | 澤普縣                 |
| Umschrift in Pinyin:            | Zépǔ Xiàn              |

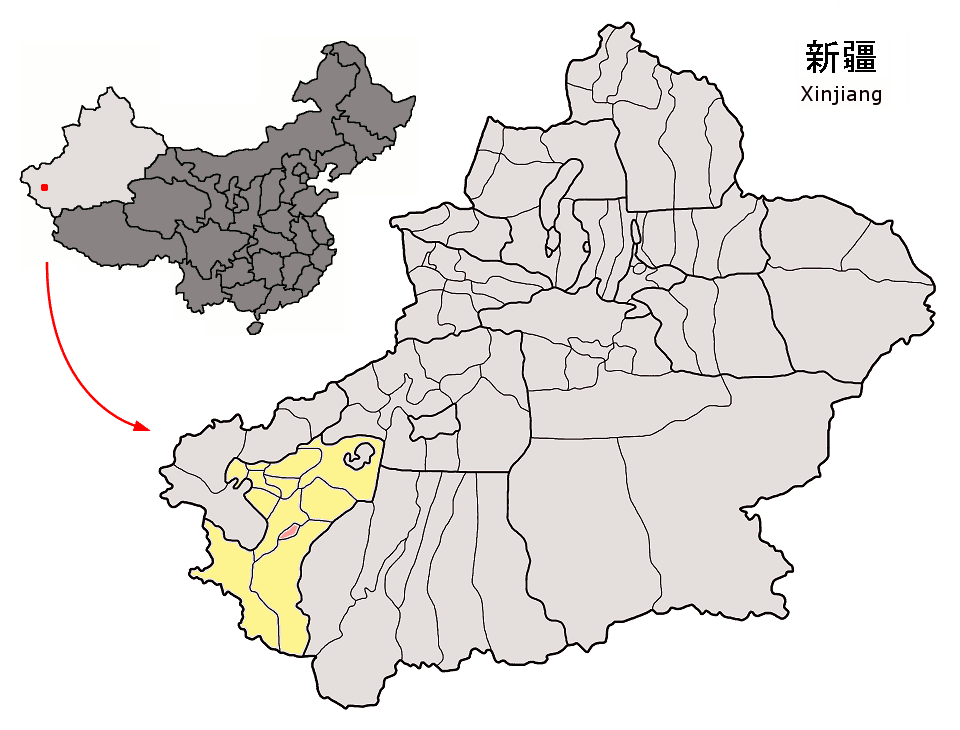
Lage des Kreises Poskam (rosa) in dem Bezirk Kaschgar (gelb)

Poskam ist ein Kreis in Xinjiang in der Volksrepublik China. Er gehört zum Verwaltungsgebiet des Bezirks Kaschgar. Er hat eine Fläche von 999,66 km² und zählt 206.936 Einwohner (Stand: Zensus 2010). Sein Hauptort ist die Großgemeinde Zepu (泽普镇).